# Aflatoxine

Strukturformel von (−)-Aflatoxin B_{1}

Strukturformel von Aflatoxin G_{1}

Aflatoxine sind natürlich vorkommende Schimmelpilzgifte (Mykotoxine), die erstmals beim Schimmelpilz Aspergillus flavus nachgewiesen wurden. Sie wurden entsprechend nach dieser Art benannt („A-fla-toxin“). Aflatoxine können jedoch auch von anderen Arten der Gattung Aspergillus wie Aspergillus parasiticus, Aspergillus tamarii, Aspergillus nomius und weiteren Arten gebildet werden.
Man unterscheidet mindestens 20 natürlich vorkommende Aflatoxine, von denen Aflatoxin B1 als das für den Menschen gefährlichste gilt. Neben Aflatoxin B1 haben vor allem die Toxine B2, G1 und G2 sowie die in Milch vorkommenden Metaboliten M1 und M2 eine größere Bedeutung.

## Merkmale
Aflatoxine haben bei Konzentrationen um 10 µg/kg Körpergewicht akut hepatotoxische Wirkung (Leberdystrophie), wirken jedoch schon bei geringeren Konzentrationen und vor allem bei wiederholter Aufnahme karzinogen auf Säugetiere, Vögel und Fische. Die letale Dosis von Aflatoxin B1 beträgt bei Erwachsenen 1 bis 10 mg/kg Körpergewicht bei oraler Aufnahme. Im Tierversuch mit Ratten (letale Dosis 7,2 mg/kg Körpergewicht) wurde die Karzinogenität einer Tagesdosis von 10 µg/kg Körpergewicht nachgewiesen. Aflatoxin B1 ist damit eine der am stärksten krebserzeugenden Verbindungen überhaupt.
Die karzinogene Wirkung der Aflatoxine beruht darauf, dass sie nach Aufnahme in Hepatozyten oxidativ in ein sehr reaktionsfähiges Epoxid wie z. B. Aflatoxin-B1-8,9-epoxid, umgewandelt werden (Phase I der Biotransformation). Dies geschieht mithilfe von Cytochrom P450. Das Epoxid kann zwar als Glutathion-S-Konjugat löslich gemacht (Phase II der Biotransformation) und anschließend durch entsprechende Transportsysteme (MRP2-Transporter, ATP-abhängig) ausgeschieden werden (Phase III der Biotransformation), allerdings kann das Epoxid auch in den Nucleus eindringen, dort mit der DNA Addukte bilden und so Mutationen bzw. Tumore verursachen.
Die Neoplasie tritt bei oraler Aufnahme besonders häufig in Leber und Magen auf. Da auch die Schimmelpilz-Sporen Aflatoxine enthalten, kann beim Arbeiten mit aflatoxinhaltigen Produkten das Einatmen der Stäube zu Lungenkrebs führen. Daher werden seit 1976 Höchstmengen für Aflatoxine in bestimmten Lebensmitteln festgesetzt.
Im Lebensmittel-Monitoring-Bericht 2008 wurden in 6 von 88 Reisproben quantifizierbare Mengen von Aflatoxin B1 gefunden, eine Probe überschritt den zulässigen Höchstgehalt.
Aflatoxine sind thermostabil, d. h., sie können durch Erhitzen (Kochen, Braten etc.) nicht zerstört werden.

## Vorkommen
Schimmelpilze wie Aspergillus flavus kommen in Erde, verrottender Vegetation sowie Heu und Getreide vor, das mikrobiellem Verderb ausgesetzt ist. Sie befallen organische Substrate jeden Typs, wenn die Bedingungen ihr Wachstum begünstigen. Solche wachstumsbegünstigenden Bedingungen sind z. B. hohe Temperatur und Feuchtigkeit wie in tropischen Regionen. Das Vorhandensein von Aspergillus flavus allein ist jedoch nicht hinreichend für die Entstehung schädlicher Mengen von Aflatoxinen.
Die in (pflanzlichen) Nahrungsmitteln auftretenden Aflatoxine sind das Aflatoxin B1, B2, G1 und G2. In Milch kommen Aflatoxin M1 und M2 vor.

### Aspergillus flavus
Aspergillus flavus ist in der Natur häufig und weit verbreitet. Man findet ihn meist, wenn das Wachstum von Erdnüssen, Mohn oder bestimmten Getreidesorten unter schlechten (Stress auslösenden) Bedingungen, wie z. B. Dürre, erfolgt, oder die Produkte bei Ernte oder Lagerung kontaminiert werden. In einer Vielzahl von Fällen wurde der Pilz auf Pistazien festgestellt. Die Belastung schwankt dabei stark je nach Herkunftsland und Erntemethode. Auch produzieren nur 40 Prozent der untersuchten Pilzstämme Aflatoxine.

### Aspergillus parasiticus
Aspergillus parasiticus ist häufig in Erdnüssen zu finden und kommt nur in bestimmten Regionen vor. Alle untersuchten Pilzstämme können B- und G-Aflatoxine produzieren.

### WeitereAspergillus- undEmericella-Arten
Es wurden weitere Schimmelpilzarten gefunden, die Aflatoxine produzieren. Diese sind aber selten bis sehr selten anzutreffen. B- und G-Aflatoxine werden von A. nomius, A. toxicarius, A. parvisclerotigenus und A. bombycis hergestellt. B-Aflatoxine wurden weiterhin in A. pseudotamarii, A. ochraceoroseus, A. rambelli sowie Emericella astellata und E. venezuelensis festgestellt.

## Synthese
Von vielen Aflatoxinen sind Totalsynthesen bekannt. Eine Forschergruppe um George Büchi veröffentlichte bereits 1966 eine Synthesevorschrift für (±)-Aflatoxin B1 und darauf folgend von weiteren Aflatoxinen.

Totalsynthese von Aflatoxin B2 (Tf=Triflylgruppe)

## Analytik
Zur zuverlässigen Identifizierung und Quantifizierung in Lebensmitteln und anderen komplexen Untersuchungsgütern werden chromatographische Methoden mit Fluoreszenzdetektion oder die Kopplung der Hochleistungsflüssigkeitschromatographie (HPLC) mit der Massenspektrometrie nach angemessener Probenvorbereitung eingesetzt. Ergebnisse sogenannter Schnelltests sollten stets mit HPLC/MS-Methoden überprüft werden, um Fehlinterpretationen mit erheblichen gesundheitlichen oder ökonomischen Konsequenzen zu vermeiden.
Zur Qualitätssicherung der eingesetzten analytischen Verfahren können Referenzmaterialien eingesetzt werden.

## Belastung von Lebens- und Futtermitteln

### Lebensmittel
Aflatoxine in gesundheitsschädlichen Mengen werden am häufigsten in Trockenprodukten wie Pistazien, Erdnüssen, Haselnüssen, Paranüssen, Trockenfeigen und Gewürzen nachgewiesen. In Guatemala ernähren sich viele Maya von mit Aflatoxinen belastetem Mais.

### Futtermittel
Am 1. März 2013 wurde in Deutschland mit bis zu 0,204 Milligramm Aflatoxin B1 pro Kilogramm verunreinigter Mais gefunden, nachdem 57 Nanogramm Aflatoxin M1 pro Kilogramm Milch eines Hofes festgestellt wurden und die Maislieferung aus Serbien als Futterbestandteil ermittelt worden war. Futter aus der Maislieferung war an mehrere Tausend weitere Betriebe in Niedersachsen und einige Betriebe in weiteren Bundesländern geliefert worden. Bereits in den vorausgegangenen Monaten wurden erhöhte Aflatoxin-Gehalte in Mais aus verschiedenen europäischen Staaten gemeldet. In Serbien war ein Großteil der Ernte des Jahres 2012 belastet.
Die Affäre um mit Schimmelpilz-belastete Tierfutterimporte wird – nach Pressemeldungen – keine strengeren Kontrollen auf Bundesebene nach sich ziehen. Im Juni und November 2015 wurde ein ähnlicher Fall in Äthiopien dokumentiert.

### Zulässige Höchstwerte
In der Europäischen Union gelten durch die Verordnung (EU) 2023/915 (Vorgänger: Verordnung (EG) Nr. 1881/2006) verschiedene (auch von der Verarbeitung abhängige) Grenzwerte zwischen 2 und 12 μg·kg−1 für Aflatoxin B1 sowie zwischen 4 und 15 μg·kg−1 für die Summe der Aflatoxine B1, B2, G1, G2 in verschiedenen Getreiden und Getreideprodukten, Gewürzen, Schalenfrüchten, Ölsaaten, Trockenfrüchten, Mais und Reis. Ausgenommen werden Raffinierte Pflanzenöle und deren Ausgangsprodukte, da ein Entfernen der Aflatoxine bei der Raffination vorausgesetzt wird. Für Aflatoxin M1 gilt ein Grenzwert von 50 Nanogramm pro Kilogramm (50 ppb) Rohmilch, wärmebehandelte Milch und Werkmilch sowie 25 Nanogramm pro kg in Säuglingsnahrung. Lebensmittel für Säuglinge (und Kleinkinder) dürfen nur 0,1 μg·kg−1 Aflatoxin B1 enthalten.
Es gibt zahlreiche national unterschiedliche Regelungen dazu.
| Staat                  | Maximal zulässige Menge [μg·kg−1]    | Produkt                               |
| ---------------------- | ------------------------------------ | ------------------------------------- |
| Kanada                 | 15                                   | Nüsse                                 |
| Vereinigtes Königreich | 20                                   | Lebensmittel                          |
| Europäische Union      | 2                                    | Nüsse, Trockenfrüchte, Getreide       |
| Vereinigte Staaten     | 20                                   | Lebensmittel                          |
| Schweiz                | 8                                    | Mandeln, Pistazien und Aprikosenkerne |
| Argentinien            | 0 (i.e unterhalb der Nachweisgrenze) | Erdnüsse, Mais und Maisprodukte       |
| Brasilien              | 15                                   | Lebensmittel                          |
| China                  | 10                                   | Reis und Tafelöle                     |
| Tschechien             | 5                                    | Lebensmittel                          |
| Ungarn                 | 5                                    | Lebensmittel                          |
| Indien                 | 30                                   | Lebensmittel                          |
| Japan                  | 10                                   | Lebensmittel                          |
| Nigeria                | 20                                   | Lebensmittel                          |
| Polen                  | 0 (i.e unterhalb der Nachweisgrenze) | Lebensmittel                          |
| Südafrika              | 5                                    | Lebensmittel                          |
| Zimbabwe               | 5                                    | Lebensmittel                          |

Da Aflatoxine thermostabil sind, setzt die Lebensmittelindustrie zur Reinigung bestimmter Verarbeitungsmaschinen Natriumhypochlorit oder vergleichbare Verfahren ein. Der Reinigungserfolg wird dann per Hochleistungsflüssigkeitschromatographie mit Fluoreszenzdetektion nachgewiesen.

## Aflatoxine als biologischer Kampfstoff
Aflatoxine stehen aufgrund ihrer vergleichsweise einfachen Produktionsmethode und der niedrigen letalen Dosis im Verdacht, als Kampfstoff bevorratet zu werden. So wurden beispielsweise im Irak zwischen 1985 und 1991 etwa 2200 Liter Aflatoxin als Kampfstoff hergestellt, mit dem R-17-Raketen bestückt werden sollten.